# فیلیپ تی. ریکر
فیلیپ تی. ریکر (انگلیسی: Philip T. Reeker؛ زادهٔ ۱۹ ژانویهٔ ۱۹۶۵) سیاست‌مدار اهل ایالات متحده آمریکا است.
آنتونی بلینکن، وزیر امور خارجه ایالات متحده، فیلیپ ریکر را بعنوان مشاور عالی مسائل قفقاز و رئیس جدید آمریکایی روسای گروه مینسک سازمان امنیت و همکاری اروپا و مذاکره کننده ارشد در مذاکرات بین‌المللی ژنو، منصوب نموده‌است. حل و فصل نهایی مسئله قره باغ نیز در حیطه وظائف وی قرار دارد.
ریکر قبل از این در پست‌های کاردار ایالات متحده در بریتانیا، معاون وزیر امورخارجه در مسائل اورآسیا و اروپا. مشاور رئیس نیروهای آمریکا در آلمان، کاردار آمریکا در میلان و سفیر ایالات متحده در مقدونیه فعالیت نموده‌است.